# Teodo
Tèodo (in montenegrino Tivat, in cirillico Тиват) è una cittadina costiera del Montenegro situata nelle Bocche di Cattaro, nella Dalmazia meridionale. È capoluogo dell'omonimo comune.
Gran parte della popolazione è concentrata nel capoluogo, che con 9 467 abitanti (2003) rappresenta il 69% della popolazione del comune, mentre nessun'altra località supera il migliaio di abitanti. Il comune di Teodo è in assoluto il più piccolo e più densamente popolato del Montenegro.

## Geografia fisica
Teodo è situata nella baia omonima, che corrisponde al bacino centrale dei tre o quattro che compongono le Bocche di Cattaro. Ben riparata dai venti, è ubicata in una fertile area pianeggiante a sud del monte Vrmac ed è separata dal mare aperto dalla penisola di Lustizza/Luštica.
La municipalità di Teodo, che conta 13 991 abitanti ed ospita un aeroporto, si estende dal capoluogo in direzione sud (esclusa la penisola di Lustizza) e ha uno sbocco al mare nella località turistica di Pržno.

## Storia
Le origini di Teodo risalgono al III secolo a.C. Secondo le fonti documentarie la città fu un importante centro religioso nei secoli XIV e XV; il monastero di San Michele Arcangelo era sede di un arcivescovo ortodosso. Nel corso del XIV secolo varie furono le attestazioni del nome cittadino: Teude, Theode e Theudo, toponimi che vengono ricondotti al nome dell'antica regina illirica Teuta.
Nel Medioevo le fertili terre di Teodo appartennero per lunghi periodi alle famiglie patrizie di Cattaro, Perzagno e Dobrota, che vi eressero castelli e villini, così come l'antica chiesa di Sant'Antonio (Sv. Anton).
La città appartenne in seguito, assieme all'intera area delle bocche, alla Repubblica di Venezia, che la tenne fino al 1797. Verso la fine del XIX secolo la città conobbe un certo sviluppo quando nel 1889 gli Austriaci fondarono l'arsenale marittimo che serve tuttora come base per l'esercito montenegrino. All'inizio del 1918 i marinai della base di Teodo si ribellarono contro gli ufficiali. L'insurrezione godette del sostegno e dell'appoggio della popolazione locale.
Come Teodo, fu un comune della Provincia di Cattaro, suddivisione amministrativa del Governatorato della Dalmazia, annesso al Regno d'Italia dal 1941 al 1943.
Durante la guerra fredda, quando l'arsenale era una delle sedi della marina jugoslava, la base fu utilizzata anche dai sovietici e dai libici come base tecnica per la manutenzione, la riparazione e la revisione delle loro navi e sottomarini.

## Società

### Etnie e minoranze straniere
In base al censimento del 2003, la maggioranza della popolazione di Teodo risultò serba (35,10%), seguita dai montenegrini (29,49%), croati (19,73%), musulmani (1,18%) e albanesi (1,03%). Nel censimento del 2011 invece, risultò prevalente la comunità dei montenegrini (33,25%), seguita dai serbi (31,61%) e dai croati (16,42%). Rispetto al censimento del 1991, montenegrini e croati sono diminuiti, mentre i serbi sono risultati in crescita (erano il 15,30%).

### La presenza autoctona di italiani
Dopo la Prima e la Seconda guerra mondiale la maggior parte degli abitanti di lingua italiana lasciarono la cittadina per trasferirsi soprattutto in Italia.
Il censimento ufficiale del 2011 rilevò una piccolissima minoranza italiana pari allo 0,08% della popolazione (undici dalmati). Gli italiani di Teodo fanno parte della Comunità degli Italiani del Montenegro con sede nella vicina Cattaro.

## Geografia antropica

### Località
La municipalità di Teodo ha le seguenti 14 località (tra parentesi il nome in lingua italiana, generalmente desueto):
- Bogdašići, Богдашићи (Bogdassici)
- Bogišići, Богишићи (Boghissici)
- Krašići, Крашићи (Crassici)
- Đuraševići, Ђурашевићи (Giurassevici)
- Gošići, Гошићи (Gossici)
- Donja Lastva, Доња Ластва (Lastua Inferiore)
- Gornja Lastva, Горња Ластва (Lastua Superiore)
- Lepetani, Лепетани (Lepetane)
- Mrčevac, Мрчевац (Mercevaz)
- Milovići, Миловићи (Milovici)
- Radovići, Радовићи (Radovici, già Krtole/Cartolle)
- Donji Stoliv (Stolivo Inferiore)
- Gornji Stoliv, (Stolivo Superiore o Angosce)
- Tivat, Тиват (Teodo)

## Economia

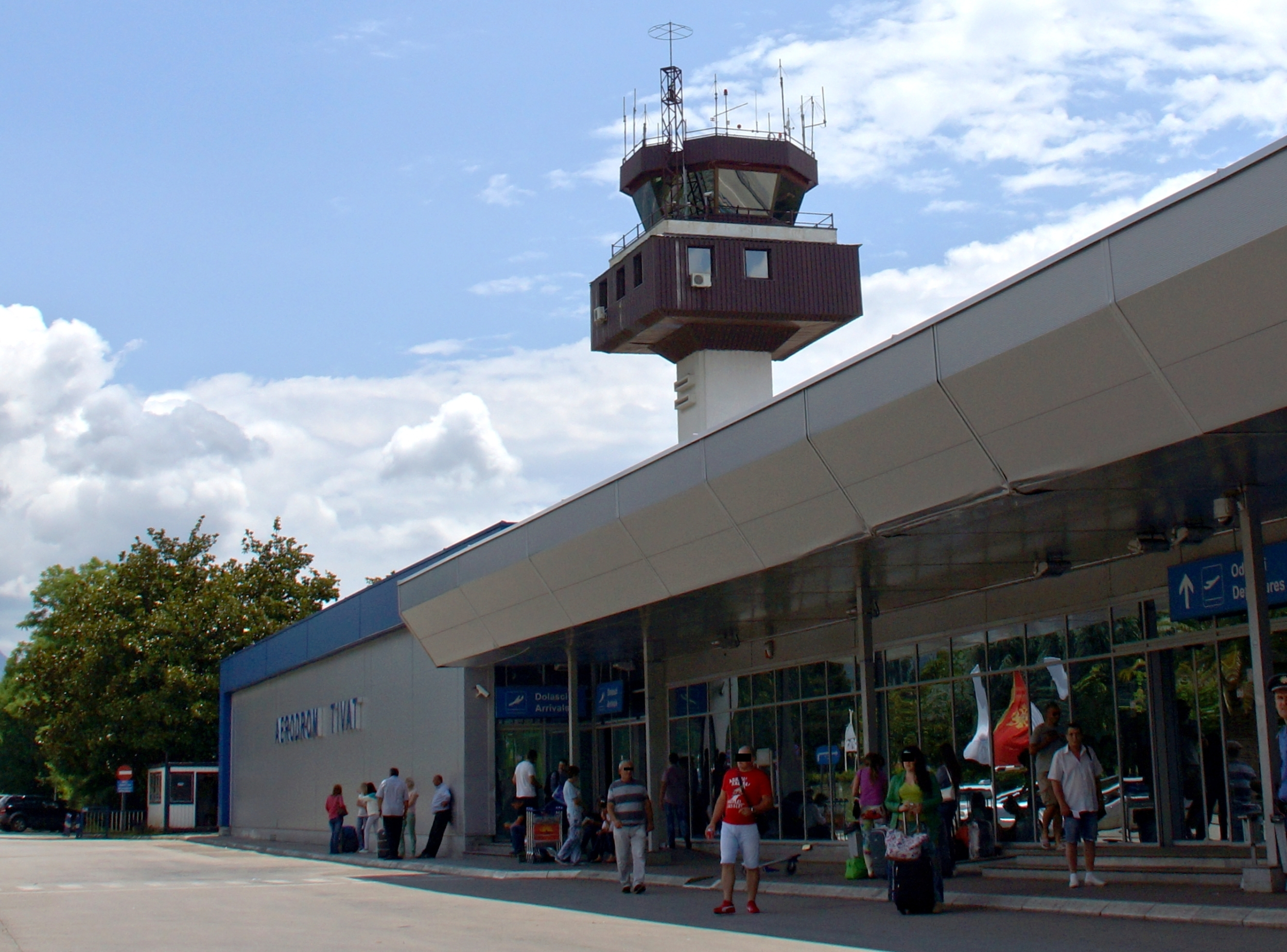
L'aeroporto di Teodo

Teodo ha registrato negli ultimi anni un notevole flusso turistico, dovuto principalmente al vicino aeroporto e alle spiagge della municipalità, sebbene la città stessa non sia invece una destinazione turistica, a causa delle attività industriali e portuali (cantieri navali, traghetto per Castelnuovo).
Teodo (precisamente la frazione di Lastua) è il punto di partenza di un elettrodotto sottomarino HVDC, attualmente (2014) in costruzione, che connetterà l'area balcanica alla rete elettrica italiana, in corrispondenza del Comune di Cepagatti, nella frazione di Villanova, in provincia di Pescara.

## Infrastrutture e trasporti
La principale via d'accesso alla cittadina è la M-1, ovvero il tratto montenegrino della Jadranska Magistrala che corre lungo la costa adriatica dalla frontiera croata a sino a quella albanese.
L'aeroporto di Teodo, situato a 3 km a sud-est della cittadina, è uno dei due aeroporti internazionali del Montenegro.

## Amministrazione

### Gemellaggi
- Aleksin
- Distretto di Jiading
- Karpoš
- Konjic
- Mola di Bari
- Novi Sad
- Pirano
- San Giacomo degli Schiavoni
- Sremski Karlovci
- Traù
- Ub (Serbia)

## Sport
La principale società calcistica locale è l'Arsenal Tivat.
La squadra di pallacanestro cittadina è la KK Teodo Tivat.